# 天主教皮涅鲁教区
天主教皮涅魯教區（拉丁語：Dioecesis Pinerensis），是巴西一個天主教教區，位於馬拉尼昂州西北部，屬馬拉尼昂的聖路易斯總教區。
教區前身是一個自治監督區，成立於1939年7月22日，1979年10月16日升為教區。2004年有教友348,192人，佔總人口80.0%。有十六個堂區、司鐸三十一人。現任教區主教為埃利奧·拉馬。